# Трговинска баријера
Трговинске баријере су ограничења међународне трговине прописана од стране владе. Препреке могу имати многе облике, укључујући следеће:
- Царина
- Нецаринске трговинске баријере:
  - Увозне дозволе
  - Извозне дозволе
  - Увозне квоте
  - Субвенције
  - Добровољне извозне забране
  - Локални захтеви за садржај
  - Ембарго
  - Девалвација валуте[2]
  - Трговинска ограничења

Већина трговинских баријера функционише по истом принципу: наметање неке врсте трговинских трошкова који подижу цену робе којом се тргује. Уколико две или више нација, у више наврата, користе трговинске баријере једне против других, то доводи до трговинског рата. 
Економисти се генерално слажу да су трговинске баријере штетне и да смањују укупну економску ефикасност; ово се може објаснити теоријом компаративне предности. У теорији, слободна трговина подразумева уклањање свих таквих баријера, изузев можда оних које се сматрају потребним за здравље или националну сигурност. Међутим, у пракси, чак и оне земље које промовишу слободну трговину у великој мери субвенционишу одређене индустрије, попут пољопривредне и металне индустрије.

## Преглед
Земље са високим дохотком обично имају мање трговинских баријера од земаља са средњим дохотком, које заузврат обично имају мање трговинских баријера од земаља са ниским дохотком. Мале државе обично имају ниже трговинске баријере од великих држава. Најчешће трговинске баријере се односе на пољопривредна добра. Текстил, одећа и обућа су роба која је најчешће заштићена трговинским баријерама. Царине опадају у претходних двадесет година, али државе повећавају своје нецаринске баријере.
Према Чеду Брауну and Мередит Кроли, светска трговина је „вероватно“ знатно либералнија данас него што је то био случај историјски гледано. Према речима Роналда Финдлија и Кевина Х. Рокеа, "током деветнаестог и двадесетог века трговинске баријере и трошкови транспорта били су најважније препреке у трговини". Они такође пишу следеће: "током периода меркантилиста вероватније је да су ценовни јазови последица трговинских монопола, пирата и ратова него транспортних трошкова и тарифа, који су лакше мерљиви".
Професор Универзитета Џорџтаун Марк Л. Буш и професор Универзитета Макгил Кристоф Ј. Пелц примећују да су савремени трговински договори дуги и сложени, јер се поред царина често боре и против нецаринских баријера у трговини, као што су различити стандарди и прописи. Због сталног смањења царинских баријера од Другог светског рата, све су веће шансе да земље уведу трговинске баријере у облику нецаринских баријера. Националне фирме често лобирају своје владе да доносе прописе који су осмишљени да не дозволе улаз страним компанијама на домаће тржиште, а савремени трговински договори су један од начина да се избегну такви прописи.

## Утицаји трговинских баријера на пословање
Трговинске баријере се често критикују због ефеката који имају на земље у развоју. Будући да играчи из богатих земаља користе већину прилика и постављају трговинске политике, добра као што су усеви које земље у развоју најбоље производе и даље наилазе на високе баријере. Трговинске баријере, као што су порези на увоз хране или субвенције за пољопривреднике у развијеним економијама, доводе до прекомерне производње и дампинга на светским тржиштима, чиме се смањују цене и повређују сиромашни пољопривредници. Царине oбично имају тенденцију да доприносе смањењу сиромаштва, са ниским стопама сирових производа и високим стопама за радно интензивну обрађену робу. Посвећеност индексу развоја мери утицај који трговинска политика богатих земаља заправо има на земље у развоју.
Трговинске баријере су углавном комбинација конформизма и захтева за испоруком у иностранству и слабих поступака инспекције или сертификације код куће. Утицај трговинских баријера на компаније и земље је веома неуједначен. Једна студија је показала да су мала предузећа највише погођена (преко 50%). 
Још један негативан аспект трговинских баријера је то што доводе до ограниченог избора производа и стога присиљавају купце да плаћају вишу цену и прихвате лош квалитет. 
Трговинске баријере ометају слободну трговину. Пре извоза или увоза у друге земље, прво, морају бити упознати са ограничењима која влада поставља на трговину. Након тога, они морају осигурати да они не крше ограничења проверавајући одговарајуће прописе о порезу или царини, и на крају, вероватно им је потребна лиценца како би се осигурала несметана извозна или увозна делатност и смањио ризик од казни или кршења прописа. Понекад ситуација постаје још компликованија с променом политике и ограничења једне земље.

## Примери области слободне трговине
- Северноамерички споразум о слободној трговини (НАФТА)
- Споразум о слободној трговини у јужној Азији (САФТА)
- Европско удружење за слободну трговину
- Европска унија (ЕУ)
- Савез јужноамеричких земаља
- Њу Вест партнерство (унутрашња зона слободне трговине у Канади између Алберте, Британске Колумбије и Саскачевана)
- Заједничко тржиште Савета за сарадњу у Заливу

## Корисне базе података о трговинским баријерама
- Market Access Map, онлајн база података о царинским тарифама и захтевима тржишта
- Non-Tariff Measures Business Survey база података о нетарифним мерама пословног истраживања, укључујући регулаторне и процедуралне препреке са којим се трговачке компаније суочавају како код куће тако и у иностранству